# Црни Врх (Вишеград)
Црни Врх је насељено мјесто у општини Вишеград, Босна и Херцеговина. Према попису становништва из 1991. у насељу је живјело 57 становника.

## Становништво
| Демографија | Демографија | Демографија |
| Година      | Становника  | Становника  |
| ----------- | ----------- | ----------- |
| 1991.       | 57          |             |